# ناحیه کومیلا
ناحیه کومیلا (به لاتین: Comilla District) یک ناحیه در بنگلادش است که در استان چیتاگونگ واقع شده‌است.

## خصوصیات
ناحیه کومیلا ۳٬۱۴۶٫۳۰ کیلومترمربع مساحت و ۵٬۳۸۷٬۲۸۸ نفر جمعیت دارد.